# THE YELLOW MONKEY SUPER JAPAN TOUR 2019 -GREATFUL SPOONFUL-Complete Edition-
THE YELLOW MONKEY SUPER JAPAN TOUR 2019 -GREATFUL SPOONFUL-Complete Edition-はTHE YELLOW MONKEYのライブBlu-rayボックス・セット。ATLANTIC/ワーナーミュージック・ジャパンから発売された。

## 解説
- THE YELLOW MONKEYデビュー30周年記念作品第三弾としてリリースされた5枚組のライブBlu-rayボックス・セット。
- 「原石、輝き」をテーマにした♦️(ダイヤ)から、30th Anniversary『9999+1』-GRATEFUL SPOONFUL EDITION-にDVDで収録された2019年8月3日宮城セキスイハイムスーパーアリーナ公演をBlu-rayにて収録。
- 「愛、心」をテーマにした❤️(ハート)からNHKで放送された2019年7月7日さいたまスーパーアリーナ公演を新たに再編集して収録。
- 「自然、植物、生物」をテーマにした♣️(クローバー)から完全初披露である2019年8月8日日本武道館公演を収録。
- 「攻撃、剣」をテーマにした♠️(スペード)からBSスカパーで生放送されたツアーファイナル2019年9月22日グランメッセ熊本公演を再編集した映像を収録。
- このツアーで"ジョーカー"の存在になった2019年8月6日に渋谷La.mamaで行われた「Private Gig」、2019年3月28日に日本武道館にて行われた「9th Album『9999』世界最速先行試聴会」の模様も収録[1]。
- テレビ放映の際はカットされた世界最速先行視聴会にて起こったハプニング、 全公演のメンバー紹介映像も収録される。
- ライブフォトブックレット封入。

## 収録曲

### DISC1ダイヤ公演
1. この恋のかけら
2. ロザーナ
3. 熱帯夜
4. 砂の塔
5. Breaking The Hide
6. 聖なる海とサンシャイン
7. Tactics
8. 天国旅行
9. Changes Far Away
10. JAM
11. Balloon Balloon
12. SPARK
13. Love Homme
14. 天道虫
15. バラ色の日々
16. 悲しきASIAN BOY
17. Titta Titta
18. 太陽が燃えている
19. SUCK OF LIFE
20. I don't know

### DISC2ハート公演
1. 天道虫
2. ALRIGHT
3. Love Communication
4. Love Homme
5. 楽園
6. Love Sauce
7. Stars
8. パール
9. Changes Far Away
10. SO YOUNG
11. Balloon Balloon
12. 追憶のマーメイド
13. Titta Titta
14. LOVE LOVE SHOW
15. SUCK OF LIFE
16. I don't know
17. Horizon
18. バラ色の日々
19. 悲しきASIAN BOY
20. この恋のかけら

### DISC3クローバー公演
1. Love Homme
2. BURN
3. 嘆くなり我が夜のFantasy
4. ロザーナ
5. SHOCK HEARTS
6. Stars
7. 楽園
8. Changes Far Away
9. 球根
10. Balloon Balloon
11. 赤裸々GO! GO! GO!
12. 天道虫
13. Titta Titta
14. SPARK
15. SUCK OF LIFE
16. この恋のかけら
17. I don't know
18. バラ色の日々
19. LOVE LOVE SHOW
20. 悲しきASIAN BOY
21. Horizon

### DISC4 スペード公演
1. この恋のかけら
2. 天道虫
3. パール
4. Love Homme
5. サイキックNo.9
6. Breaking The Hide
7. 砂の塔
8. Tactics
9. Changes Far Away
10. JAM
11. Balloon Balloon
12. パンチドランカー
13. ROCK STAR
14. ALRIGHT
15. Titta Titta
16. 甘い経験
17. SUCK OF LIFE
18. I don't know
19. 毛皮のコートのブルース
20. バラ色の日々
21. 悲しきASIAN BOY
22. WELCOME TO MY DOGHOUSE

### DISC5ジョーカー
「Private Gig」
1. Subjective Late Show
2. Chelsea Girl
3. LOVERS ON BACKSTREET
4. SLEEPLESS IMAGINATION
5. Romantist Taste
6. WELCOME TO MY DOGHOUSE

「9th Album『9999』世界最速先行視聴会」
1. この恋のかけら
2. 天道虫
3. Love Homme
4. Stars(9999 version)
5. Breaking The Hide
6. ロザーナ
7. Changes Far Away
8. 砂の塔
9. Balloon Balloon
10. Horizon
11. Titta Titta
12. ALRIGHT
13. I don't know

## 2019年公演一覧
- 4月27日(土)　静岡県小笠山総合運動公園アリーナ（エコパアリーナ）　♦️
- 4月28日(日)　同上　❤️
- 5月11日(土)　北海道総合体育センター 北海きたえーる　♦️
- 5月12日(日)　同上　❤️
- 5月25日(土)　サンドーム福井　♣️
- 6月7日(金)　大阪城ホール　♦️
- 6月8日(土)　同上　❤️
- 6月11日(火)　横浜アリーナ　♦️
- 6月12日(水)　同上　❤️
- 6月29日(土)　秋田県立体育館 大体育場　♣️
- 7月6日(土)　さいたまスーパーアリーナ　♦️
- 7月7日(日)　同上　❤️
- 7月13日(土)　マリンメッセ福岡　♦️
- 7月14日(日)　同上　❤️
- 7月20日(土)　広島県立総合体育館（広島グリーンアリーナ）　♦️
- 7月21日(日)　同上　❤️
- 8月3日(土)　宮城県総合運動公園総合体育館（グランディ・21 セキスイハイムアリーナ）♦️
- 8月4日(日)　同上　❤️
- 8月8日(木)　日本武道館　♣️
- 8月9日(金)　同上　♠️
- 8月26日(月)　ワールド記念ホール　♣️
- 8月27日(火)　同上　♠️
- 9月3日(火)　アスティとくしま　♣️
- 9月14(土)　福島県営あづま総合体育館 メインアリーナ　♣️
- 9月15日(日)　同上　♠️
- 9月21日(土)　グランメッセ熊本　♣️
- 9月22日(日)　同上　♠️

## メンバー
- 吉井和哉 - ボーカル
- 菊地英昭 - ギター
- 廣瀬洋一 - ベース
- 菊地英二 - ドラム
- 鶴谷崇 - キーボード